# Edward Borgfeldt Booth
Edward Borgfeldt Booth, kanadski letalski častnik, vojaški pilot in letalski as, * 31. avgust 1899, Toronto, Ontario, † 7. april 1918 (KIFA).
Nadporočnik Booth je v svoji vojaški službi dosegel 5 zračnih zmag.

## Življenjepis
Med prvo svetovno vojno je bil pripadnik 70. eskadrona in je letel z Sopwith Camel.
12. oktobra 1917 je dosegel svojo 2 zmago, a ga je zatem sestrelil Hans Klein (Jasta 10), a se je uspel rešiti. Do 11. novembra istega leta je dosegel še tri zmage, ko se je poškodoval v letalski nesreči.
Potem je bil postavljen za inštruktorja, a je umrl med izvajanjem akrobacij.